# Personal Journals
Personal Journals è il primo album del rapper statunitense Sage Francis, pubblicato nel 2002. Al 2005, il disco ha venduto 36 000 copie.
| Recensione       | Giudizio |
| ---------------- | -------- |
| AllMusic         | [ 1 ]    |
| Robert Christgau | *        |
| Pitchfork        | [ 4 ]    |
| RapReviews       | [ 5 ]    |
| Spin             | [ 6 ]    |
| Stylus Magazine  | A−       |
| Vibe             | [ 8 ]    |

## Tracce
1. Crack Pipes – 2:25 (musica: Sixtoo)
2. Different – 3:20 (musica: Sixtoo)
3. Personal Journalist – 2:53 (musica: DJ Mayonnaise)
4. Inherited Scars – 4:35 (musica: DJ Mayonnaise)
5. Climb Trees – 3:57 (musica: Jel)
6. Broken Wings – 3:59 (musica: Scott Matelic)
7. The Strange Famous Mullet Remover – 2:39 (musica: Reanimator)
8. Smoke and Mirrors – 3:13 (musica: Jel)
9. Message Sent – 4:24 (musica: Alias)
10. Eviction Notice – 3:31 (musica: Odd Nosdam)
11. Pitchers of Silence – 2:46 (musica: Sixtoo)
12. Specialist – 4:13 (musica: Controller 7)
13. Hopeless – 1:12
14. Kill Ya' Momz – 1:59 (musica: Mr. Dibbs)
15. Black Sweatshirt – 2:08 (musica: Sixtoo)
16. Cup of Tea – 2:14 (musica: Sixtoo)
17. My Name Is Strange – 3:21
18. Runaways – 6:07 (musica: Joe Beats)